# Швенде
Швенде (нем. Schwende) — бывший округ в Швейцарии, в кантоне Аппенцелль — Иннерроден.
Население составляло 2282 человека (на 31 декабря 2021 года). Официальный код — 3105.
В округ входили посёлки Швенде, Вассерауэн, части Вайсбада (к югу от Брюльбаха) и Аппенцелля (к юго-востоку от Зиттера). Достопримечательность — озеро Зееальпзее.
1 мая 2022 года округа Швенде и Рюте были объединены в новый округ Швенде-Рюте.